# Dinitramide d'ammonium
Le dinitramide d'ammonium (ADN, pour ammonium dinitramide en anglais) est un composé chimique de formule [NH4]+[N(NO2)2]−. Il s'agit formellement du sel d'ammoniac NH3 et d'acide dinitraminique HN(NO2)2. Il a été découvert initialement en URSS mais son développement est demeuré classifié jusqu'à sa découverte indépendante aux États-Unis en 1989 par SRI International, un institut de recherche à but non lucratif émanant de l'université Stanford, en Californie ; c'est lorsque le SRI breveta cette molécule, au milieu des années 1990, que des chercheurs Soviétiques firent savoir qu'ils l'avaient découverte dans les années 1970.
L'ADN est un ergol solide oxydant possédant une impulsion spécifique légèrement plus élevée que celle du perchlorate d'ammonium NH4ClO4. Ce dernier est un constituant essentiel des propergols composites à perchlorate d'ammonium (PCPA), lesquels présentent l'inconvénient de libérer des vapeurs de chlorure d'hydrogène HCl ; a contrario, le dinitrate d'ammonium ne libère que des composés non toxiques de faible masse moléculaire, ce qui le fait étudier comme alternative plus « écologique » au perchlorate d'ammonium.